# Немисловиці
Немисловиці (пол. Niemysłowice, нім. Buchelsdorf) — село в Польщі, у гміні Прудник Прудницького повіту Опольського воєводства.
Населення — 665 осіб (2011).

## Демографія
Демографічна структура станом на 31 березня 2011 року:
|          | Загалом | Допрацездатний вік | Працездатний вік | Постпрацездатний вік |
| -------- | ------- | ------------------ | ---------------- | -------------------- |
| Чоловіки | 313     | 55                 | 234              | 24                   |
| Жінки    | 352     | 60                 | 217              | 75                   |
| Разом    | 665     | 115                | 451              | 99                   |